# Villa Isola

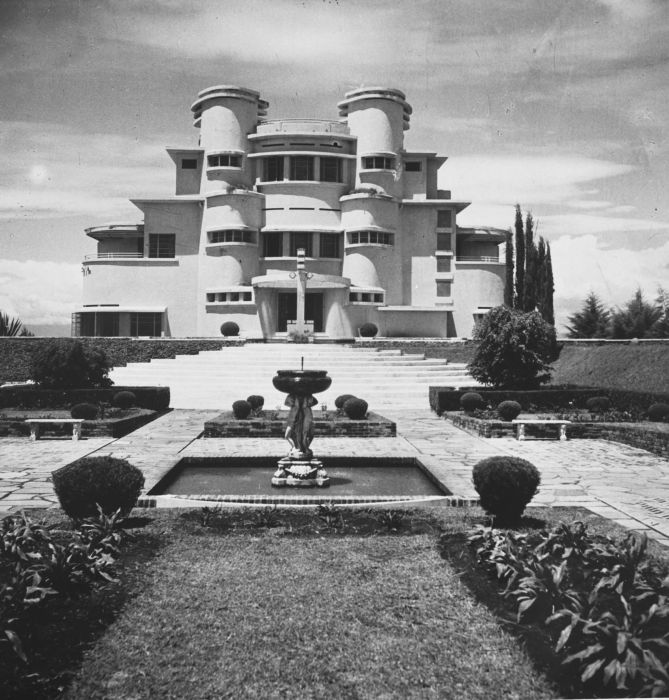
Villa Isola

Villa Isola (tegenwoordig Bumi Siliwangi) is een villa in art-decostijl in Bandung in Indonesië, gebouwd in 1932-33 in het toenmalige Nederlands-Indië. De villa ligt ten noorden van deze stad in de bergen en kijkt uit over de vallei waarin de stad ligt.
De villa werd gebouwd door de architect Charles P. Wolff Schoemaker als woonhuis voor de rijke krantenmagnaat Dominique Willem Berretty. In december 1933 werd het huis met veel ceremonieel geopend. Berretty heeft er maar kort van kunnen genieten voordat hij op 20 december 1934 als passagier van het KLM-vliegtuig Uiver neerstortte in het Irakese deel van de Syrische woestijn.
Na zijn dood werd de villa gebruikt als dependance van Hotel Savoy Homann. In 1942 werd hier tijdelijk het Japanse hoofdkwartier gevestigd. Sinds januari 1955 functioneert de villa als hoofdgebouw van het opleidingsinstituut Bumi Siliwangi, tegenwoordig de Universitas Pendidikan Indonesia. Het huis ligt aan de Dagoweg (sinds circa 1980 heet deze de Jalan Setiabudi).

## Bouwkundig
De villa werd gebouwd in zes maanden (oktober 1932 - maart 1933), wat voor die tijd redelijk snel was. De bouwkosten bedroegen de toen zeer hoge som van een half miljoen Nederlands-Indische guldens en de eigenaar kon dit met moeite opbrengen. 
De villa, opgetrokken als staalskelet met gepleisterde lichte vulmuren, ligt in een enorme tuin van 120.000 m². Deze tuin met vijvers, waarvoor een kleine rivier werd omgelegd, is ook in art-decostijl aangelegd. De inrichting van de villa werd eveneens in deze stijl uitgevoerd. Er waren een ontvangstkamer, eetkamer, biljartkamer, studeerkamer, gastenkamers, een oudersslaapkamer met balkon, open terrassen op het oosten en westen en een bar met filmtheater. Tuin en interieur werden ook ontworpen door C.P. Wolff Schoemaker. Een plakkaat met het opschrift M’ISOLO E VIVO (Ik isoleer mezelf en leef) hing in de entreehall, in de taal van zijn Italiaanse voorouders.
In de periode 1942 - 1948 werd het gebouw zwaar beschadigd en tot 1954 stond het leeg.
In 1954 werd het gebouw gerenoveerd en o.a. met een etage verhoogd. De tuinen zijn grotendeels veranderd.